# Cerro del Nacimiento
Cerro del Nacimiento là một ngọn núi lửa Andes ở dãy Cordillera de la Ramada, tại Catamarca (tỉnh) của Argentina. Đỉnh của nó cao 6.436 mét (21.115 ft) so với mực nước biển.